# Behrouz Souresrafil
Behrouz Souresrafil (en persan : بهروز صوراسرافیل), né en 1951 à Téhéran (Iran) et mort le 9 novembre 2022, est un journaliste iranien.

## Biographie
Avant la révolution iranienne, il s'occupe de journalisme et est rédacteur en chef de plusieurs magazines, comme la publication périodique Ayandegan.
Après la révolution, il émigre d'abord en France et publie un journal intitulé Iran o Djahan (Iran et le Monde). Il est aussi, pendant quelque temps, rédacteur en chef du journal Keyhan e landan (Keyhan de Londres) ; il émigre, en 1998, aux États-Unis.
Il a été rédacteur en chef de l'émission Chabahang à la VOA-PNN.